# Philip M. Parker
Philip M. Parker (født 20. juni 1960) er en amerikansk økonom og forlægger, der er professor ved INSEAD i Frankrig. Han har patenteret en metode til automatisk at fremstille en række ensartede bøger ud fra en skabelon, som fyldes med data fra en database eller fra søgninger på internettet. Han hævder selv, at hans programmer på den måde har skrevet over 200.000 bøger. Parker udgiver sine bøger på Icon Group International, mange af dem i serier. Gennem firmaet EdgeMaven Media lever han også løsninger til firmaer fra andre forretningsområder, så de kan skabe deres eget computer-genererede indhold.
De fleste af de automatisk fremstillede bøger drejer sig om nicheprægede emner. En serie handler fx om fremtidig efterspørgsel på visse produkter i visse områder i verden, hvor titlerne hovedsagelig indeholder figurer og grafer. En af titlerne, The 2009-2014 World Outlook for 60-milligram Containers for Fromage Frais, vandt Bookseller/Diagram Prize for Oddest Title of the Year i 2008.